# Kristian Olsen
Kristian „aaju“ Olsen (* 21. August 1942 in Arsuk; † 19. April 2015) war ein grönländischer Schriftsteller, Dichter, Maler, Übersetzer und Lehrer.

## Leben
Kristian Olsen war der Sohn des Pastors Samuel Putdlaĸ Kristian Olsen (1921–1987) und dessen Frau Sofia Thora Benditte Hanne Lund (1917–1998). Über seinen Vater war ein Enkel von Gustav Olsen (1878–1950), ein Urenkel von Rasmus Berthelsen (1827–1901) sowie ein Neffe von Hendrik Olsen (1901–1967) und Knud Olsen (1911–?). Über seine Mutter war er ein Neffe von Miilu Lars Lund (1929–2015) und ein Cousin von Agnethe Davidsen (1947–2007). Er heiratete am 3. April 1965 die dänische Postbotin Lise Qvist (* 1945).
Kristian Olsen wuchs in Paamiut auf, besuchte die Schule in Nuuk und zog dann nach Dänemark, wo er die Sorø Akademi 1964 abschloss. 1968 beendete er das Jonstrup Seminarium in Fortunen bei Kongens Lyngby und im selben Jahr begann er als Lehrer an der Skamlingsbanke Ungdomsskole in Grønninghoved bei Sjølund im Vejstrup Sogn und bei der Balle Ungdomsskole in Balle im Bredsten Sogn zu arbeiten. 1970 zog er nach Grönland zurück, wo er für ein Jahr in Upernavik lehrte. Von 1971 bis 1973 war er Lehrer und Vizeschulinspektor in Nuuk. Anschließend war er zwei Jahre Ausbildungsleiter, dann ab 1975 Kollegiumsinspektor in Aasiaat. 1976 zog er erneut nach Dänemark, wo er Vizeschulinspektor am Grönländischen Internat Ellekilde in Tranegilde im Ishøj Sogn wurde, das er ab 1982 leitete. Von 1985 bis 1989 studierte er und erlangte einen Grad als cand.pæd. Anschließend war er bis 1997 als Adjunkt am GUX, dem Mittelgrönländischen Gymnasium in Nuuk, tätig und wurde im Folgenden zum Leiter des Grønlænderhjemmet in Hellerup.
1969 schrieb Kristian Olsen seine erste Gedichtanthologie Puilasoq pikialaartoq. 1972 stellte er erstmals als Maler aus. Seine Werke sind häufig expressionistisch und verschwommen. Daneben malte er aber auch Landschaften und abstrakte Werke. 1973 schuf er mit dem Bilderbuch Mambo sein erstes Buch. Unter anderem übersetzte er 1979 Jørn Riels Gedichtsammlung Sarfartuut ins Grönländische, 1985 Inuutersuaq Ulloriaqs Beretningen om Qillarsuaq, 1998 Ludvig Mylius-Erichsens Isblink zu Sermimi akisunnerit und 2009 Werke von Prinz Henrik von Dänemark. Für seine Gedichtsammlung Oqaatsit nunaat wurde er 2004 und für seinen Krimi Kakiorneqaqatigiit 2010 für den Literaturpreis des Nordischen Rates nominiert. Er hielt Vorträge über die grönländische Kunst und Kultur. Er war Grönlands Weihnachtsbriefmarkenkünstler 1985 und seit dem 25. Juni 2007 Träger des Nersornaat in Silber.
Seinen Lebensabend verbrachte Kristian Olsen in Finnlands Hauptstadt Helsinki, hatte aber auch ein Sommerhaus in Nordsjælland. Er starb im Alter von 72 Jahren am 19. April 2015.

## Werke (Auswahl)
- 1969: Puilasoq pikialaartoq („Die sprudelnde Quelle“; Gedichtanthologie)
- 1973: Mambo (Bilderbuch)
- 1978: Kinaassutsip taallai / Balladen om identiteten („Die Ballade über die Identität“; Gedichtsammlung)
- 1979: Kalaallit Nunaat („Grönland“)
- 1980: Illoqarfimmi / I byen („In der Stadt“)
- 1988: Abelinnguup kissaataa / Abels ønske („Abels Wunsch“)
- 1995: Sarfap ikerinnaani / Midtstrøms („Strommittig“; Gedichtsammlung)
- 1998: Tungujuaartumut / Imod det blålige („Hin zum bläulichen“; Gedicht- und Novellensammlung)
- 2001: Amusartumi nassaat / Fund i skuffen („Fund in der Schublade“; Sammlung)
- 2002: Annaliattap aanaava („Annaliattas Großmutter“)
- 2003: Oqaatsit nunaat / Ordenes land („Land der Wörter“; Gedichtsammlung)
- 2005: Inuit nipaat / Menneskestemmer („Menschenstimmen“; Novellensammlung)
- 2006: Taallat erinaatsut / Melodiløse digter („Melodielose Gedichte“; Gedichtsammlung)
- 2007: Ajunngitsup ajugaanera („Der Sieg des Guten“; Kriminalroman)
- 2008: Niviarsiaq – Grønlands sjæl. Kalaallit nunaata tarninga. Soul of Greenland. Grönlands Seele (mit Gerda Nietzer und Kristian Mainz; Beschreibung der grönländischen Flora in Bildern und Gedichten)
- 2009: Pinngortitap kaaviffia / Naturens aske („Die Asche der Natur“; Gedichtsammlung)
- 2010: Kakiorneqaqatigiit / Det tatoverede budskab („Die Gemeinschaft der Tätowierten / Die tätowierte Botschaft“; Kriminalroman)
- 2012: Misigisimanerit / Stemninger („Stimmungen“; Gedichtsammlung)
- 2013: Alumiguulik / Den tatoverede strandvasker („Die tätowierte Wasserleiche“; Kriminalroman)
- 2015: Uanga / Jeg („Ich“; Teil 2 des Werkes von 1978; Gedichtsammlung)